# Hanumanabetta, Pavagada
Hanumanabetta là một làng thuộc tehsil Pavagada, huyện Tumkur, bang Karnataka, Ấn Độ.